# Карл Філіп (герцог)
Карл Філіп (швед. Karl Filip; 22 квітня 1601 — 25 січня 1622) — герцог Седерманландський, один із претендентів на російський престол під час Смути.

## Біографія
Народився 22 квітня 1601 року. Шведський принц з династії Ваза, молодший син Карла IX і його другої дружини Крістіни Гольштейн-Готторпської, під час Смути претендент на російський престол. Молодший брат Густава II Адольфа. Після смерті батька в 1611 р. отримав титул герцога Седерманландського.
5 березня 1620 таємно одружився з Елізабет Ріббінг (1596—1662), їхня донька Елізабет Карлсдоттер народилася після його смерті. У 1621 році супроводжував свого брата Густава II Адольфа в Балтійському поході. Влітку 1621 року шведська армія взяла в облогу Ригу. Після її узяття у вересні важко захворів і помер у січні 1622 в Нарві.
Був останнім правлячим герцогом Седерманландським. Коли Густав III відновив герцогство в 1772 році для свого брата Карла, воно стало тільки почесним титулом.
Засноване в 1611 році місто Філіпстад у провінції Вермланд назване на його честь.

Герб дому Ваза